# تپه ساری قامیش ۲
تپه ساری قامیش ۲ مربوط به هزاره اول قبل از میلاد - سده‌های ۳ تا ۴ ه.ق است و در شهرستان بوکان، بخش سیمینه، دهستان بهی ده بکری، ۱ کیلومتری غرب روستای ساری قامیش واقع شده و این اثر در تاریخ ۷ اسفند ۱۳۸۵ با شمارهٔ ثبت ۱۷۶۸۵ به‌عنوان یکی از آثار ملی ایران به ثبت رسیده است.